# John Davidson (officier de l'armée britannique)
Pour les articles homonymes, voir John Davidson.
John Humphrey Davidson, né le 24 juillet 1876 à Maurice et mort le 11 décembre 1954 à Daviot dans l'Aberdeenshire en Écosse, surnommé « Tavish », est un officier de l'armée britannique et membre du Parlement.

## Biographie

### Enfance et études
John Davidson naît le 24 juillet 1876 à Maurice de George Walter Davidson, un marchand, et de sa femme Johanna, et quelque temps avant 1890, ils sont retournés en Angleterre. À partir de 1890, Davidson a fait ses études à la Harrow School, puis au Royal Military College de Sandhurst, après avoir quitté Harrow en 1893.

## Début de carrière militaire

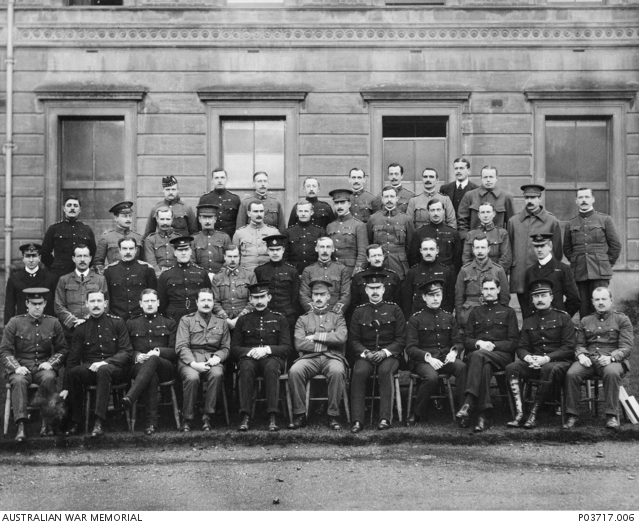
Portrait de groupe d'officiers à l'École d'état-major britannique de Camberley en Angleterre en 1906. John Humphrey Davidson, alors capitaine, se trouve au dernier rang, le premier à droite.

Davidson obtient son diplôme en 1896 et rejoint le 1er bataillon du King's Royal Rifle Corps en tant que sous-lieutenant le 28 mars 1896. Il est promu lieutenant le 15 octobre 1898, et un an plus tard, le corps est transféré en colonie du Cap, où il est directement impliqué dans la seconde guerre des Boers. Avec son régiment, il participe à la bataille de Talana Hill et à la bataille de Ladysmith avant d'être rattaché au Army Service Corps. Il est promu capitaine le 25 octobre 1901 et, fin décembre de la même année, il est détaché pour servir comme adjudant du Damant's Horse, une unité de cavalerie locale, avec pour objectif de perturber les unités de commando boers. Il est cité dans les dépêches et nommé Compagnon de l'Ordre du service distingué (DSO) pour ses services de guerre. 
Après la fin de la guerre des Boers, il a repris une affectation régulière avec son régiment en août 1902 et a été nommé adjudant régimentaire du 1er bataillon le 3 septembre 1902. Il a quitté l'Afrique du Sud avec d'autres hommes de son bataillon sur le SS Sardinia en septembre 1902. Arrivé à Malte le mois suivant, il a été engagé dans un service de garnison impérial à Malte et en Crète avant d'être accepté au Staff College de Camberley en 1905. Après l'obtention de son diplôme, il occupe divers postes d'officier d'état-major, notamment celui de directeur de la formation au Bureau de la Guerre de 1908 à 1910, suivi de deux années en tant que major d'état-major au sein de la 5e brigade d'infanterie. En 1912, il est de nouveau transféré à l'école d'état-major, cette fois en tant qu'instructeur.

## Première Guerre mondiale
Après le début de la Première Guerre mondiale, Davidson rejoint le IIIe Corps en tant qu'officier d'état-major et participe à la première bataille de la Marne, à la première bataille de l'Aisne et à la première bataille d'Ypres. Après la formation de la Première armée en 1915, il est devenu l'officier des opérations de Douglas Haig, le commandant de l'armée. En tant qu'officier des opérations, Davidson est le principal organisateur de la bataille de Neuve-Chapelle, de la bataille de Loos et de la deuxième bataille d'Artois. Après que Haig est devenu commandant en chef du corps expéditionnaire britannique sur le front de l'Ouest, l'étoile de Davidson est montée en flèche en tant que membre du cercle restreint de Haig et il a été nommé au poste de directeur des opérations militaires au quartier général, l'un des postes clés contrôlant les activités sur le front occidental pendant la guerre. En 1916, il est fait chevalier de la Légion d'honneur et en 1917, il est nommé Compagnon de l'Ordre du Bain. Lors de la planification de l'attaque initiale à la troisième bataille d'Ypres, il préconisa des avancées plus limitées en ce qui concerne les objectifs tactiques, afin d'accroître la concentration des tirs d'artillerie britanniques et de rendre les forces d'attaque britanniques moins vulnérables à la contre-attaque allemande, mais ses conseils ne furent pas suivis. 
Avant l'offensive allemande Michael, Davidson conseille à Hubert Gough, GOC de la Cinquième Armée, de pallier son manque d'hommes par une « manipulation habile des arrière-gardes ». Cela a irrité Gough.
Le 6 avril 1918, avec l'offensive allemande de Georgette imminente, il fut envoyé en mission à Beauvais pour tenter de persuader Ferdinand Foch de reprendre la ligne britannique jusqu'au nord de la Somme, d'envoyer des réserves françaises derrière la ligne britannique à la crête de Vimy, ou de mener une offensive française majeure. Foch, préoccupé par le risque d'une attaque allemande dans le secteur français, refusa, bien qu'il offrit de participer à une offensive conjointe anglo-française près d'Amiens.
Au printemps 1918, Davidson, maintenant major-général, a été promu pour contrôler à la fois le renseignement (autrefois sous l'empire de l'éminence grise présumée de Haig, John Charteris, et maintenant sous l'autorité du brigadier-général Edgar Cox), et les opérations ("Oa", maintenant sous l'autorité du futur brigadier-général John Dill).
Avant l'offensive Bluecher, Haig a prétendu plus tard que Davidson et lui avaient à plusieurs reprises mis en garde contre les dangers d'une attaque allemande le long du Chemin des Dames, mais que leurs avertissements avaient été balayés d'un revers de main par Foch, Maxime Weygand et de Barescut. Aucune preuve n'a été trouvée pour étayer cette affirmation.
En 1919, Davidson a été nommé et fait chevalier commandeur de l'Ordre de Saint-Michel et Saint-Georges.

## Vie ultérieure
Il quitte l'armée en 1922 et se présente immédiatement au Parlement en tant que conservateur. Il est élu dans la circonscription de Fareham et joue un rôle actif au sein de la commission de l'armée de la Chambre des communes. Il se retire de la Chambre des communes en 1931 pour se concentrer sur ses intérêts commerciaux, notamment en siégeant au conseil d'administration de Vickers-Armstrongs et en étant président de la Bank of Australia entre 1937 et 1945. Au début des années 1950, il a publié le livre "Haig : Master of the Field", comprenant une défense de la conduite du quartier général de l'armée britannique lors de la campagne du front de l'Ouest en 1917-1918.

## Mort
Il décède à l'âge de 78 ans à Daviot dans l'Aberdeenshire, en Écosse, le 11 décembre 1954.